# Lilibeth Monteiro de Carvalho
Celi Elisabete Júlia Monteiro de Carvalho (Rio de Janeiro, 14 de agosto de 1957), também conhecida como Lilibeth Monteiro de Carvalho, é uma empresária brasileira. Ela é a vice-presidente do Grupo Monteiro Aranha, e Membro do Conselho de Administração. Também exerce o cargo de Diretora Vice-Presidente da Monteiro Aranha Participações S.A.

## Biografia
Filha mais jovem de Joaquim Monteiro de Carvalho e de Eva Bergjot Bugge, Lilibeth casou-se, em 1975, com Fernando Affonso Collor de Mello, que se tornaria presidente do Brasil em 1990. Eles tiveram dois filhos, Arnon Affonso e Joaquim Pedro. Divorciaram-se no início da década de 1980. Seu segundo marido foi o banqueiro Aldo Floris, com quem teve um filho, Sérgio. Lilibeth também adotou uma filha, Constança.
Seu terceiro marido foi o cineasta Euclydes Marinho. Em 2004, Lilibeth Monteiro de Carvalho casou-se com o ex-modelo Walter Rosa. Tiveram uma filha, Nina Rosa, em 2005, gerada na clínica de Roger Abdelmassih.